# Ann Savage
Pour les articles homonymes, voir Savage.
Ann Savage (19 février 1921 - 25 décembre 2008), née Bernice Maxine Lyon, est une actrice américaine.

## Biographie
Elle est l'une des grandes stars du film noir et des séries B américaines des années 1940 et 1950.
Son rôle de femme fatale machiavélique tirant sur un porte-cigarette dans le film Detour, d'Edgar Georg Ulmer, fit d'elle une grande icône cinématographique.
Le réalisateur allemand Wim Wenders avoue avoir été impressionné pour toujours par son incroyable talent, qu'il disait « d'au moins quinze ans en avance sur son temps ».[réf. nécessaire]
Ann Savage est morte le 25 décembre 2008 au centre de soins où elle avait été admise, là où elle avait signé en 2007 un retour remarqué, dans le film Winnipeg mon amour du réalisateur canadien Guy Maddin.

## Filmographie partielle
- 1942 : One Dangerous Night de Michael Gordon : Vivian
- 1943 : After Midnight with Boston Blackie de Lew Landers : Betty Barnaby
- 1943 : Saddles and Sagebrush (en) de William Berke : Ann Parker
- 1943 : Dangerous Blondes de Leigh Jason
- 1943 : Passeport pour Suez (Passport to Suez) d'André de Toth
- 1943 : Two Señoritas from Chicago de Frank Woodruff : Maria
- 1945 : L'assassin rôde toujours (The Spider) de Robert D. Webb : Florence Cain
- 1945 : Detour, d'Edgar Georg Ulmer
- 1946 : Lady Chaser de Sam Newfield : Inez Marie Polk / Palmer
- 1947 : Jungle Flight de Sam Newfield : Laurey Roberts
- 1949 : Satan's Cradle de Ford Beebe : Lil
- 1953 : La Femme qui faillit être lynchée (Woman They Almost Lynched) d'Allan Dwan : Glenda
- 1986 : Fire with Fire de Duncan Gibbins : Sœur Harriet